# Denton Corker Marshall
Denton Corker Marshall – międzynarodowa pracownia architektoniczna, założona w Melbourne w Australii w 1972 przez architektów: Johna Dentona, Billa Corkear i Barrie'go Marshalla. Firma prowadzi również oddziały w Londynie, Manchesterze i Dżakarcie.
W Australii biuro znane jest z przełomowych realizacji takich jak Melbourne Muzeum, Melbourne Convention and Exhibition Centre, Melbourne Gateway i Bolte Bridge. Australijskie projekty DCM-u określane są jako modernistyczne, minimalistyczne, rzeźbiarskie i heroiczne.